# Arbeitsgericht Marienwerder
Das Arbeitsgericht Marienwerder war ein Gericht der Arbeitsgerichtsbarkeit mit Sitz in Marienwerder.

## Geschichte
Gemäß Arbeitsgerichtsgesetz vom 23. Dezember 1926 wurden in Deutschland Arbeitsgerichte gebildet. Diese waren nur in der ersten Instanz organisatorisch selbstständige Gerichte, die Landesarbeitsgerichte waren den Landgerichten zugeordnet. Am Landgericht Elbing entstand so 1927 das Landesarbeitsgericht Elbing als eines von zwei Landesarbeitsgerichten im Bezirk des Oberlandesgerichtes Marienwerder. In Marienwerder entstand das Arbeitsgericht Marienwerder. Sein Sprengel umfasste den Bezirk des Amtsgerichtes Marienwerder. Es bestand eine gemeinsame Kammer für Arbeiter und Angestellte und eine Kammer für Handwerk.
Nach der Besetzung Deutschlands durch die Alliierten wurden 1945 die Deutschen vertrieben, und die Geschichte des Arbeitsgerichtes Marienwerder endete.